# Rest Inside The Flames
Rest Inside The Flames es el tercer álbum de la banda alasquense de metalcore 36 Crazyfists, y primer álbum para DRT Entertainment. En este álbum, la banda se aleja de los estilos de nu metal y se acerca más al metalcore y al post-hardcore. Cuenta con la participación de Howard Jones (de Killswitch Engage) en el tema "Elysium", así como de Jonás  Jenkins (vocalista  de Miligramo y exvocalista  de Only Living Witness) en la canción "We Cannot Deny". 
De este álbum se extrajo un sencillo llamado "ll Go Until My Heart Stops", para el que también se grabó un video. El álbum fue mezclado por Andy Sneap. Se lanzó en los EE. UU. el 7 de noviembre a través de la nueva etiqueta de la banda norteamericana, DRT Entertainment. Casi dos meses antes de la fecha de lanzamiento oficial del álbum en Australia y Europa (el 12 de junio), se filtró a la red y comenzó a aparecer en los sitios de P2P. Lindow se mostró satisfecho con la aparición de Jonás Jenkins en el álbum.

## Lista de canciones
1. "'ll Go Until My Heart Stops" - 03:45
2. "Felt Through A Phone Line" - 04:25
3. "On Any Given Night" - 03:38
4. "Elysium, feat. Howard Jones of Killswitch Engage" - 03:03
5. "The Great Descent" - 04:35
6. "Midnight Swim" - 03:43
7. "Aurora" - 03:54
8. "Will Pull This In By Hand" - 02:50
9. "We Cannot Deny, feat. Jonah Jenkins of Milligram & Only Living Witness" - 03:42
10. "Between the Anchor And The Air" - 03:28
11. "The City Ignites" - 03:23
12. "Mother Mary Bonus Track" - 02:13

- Datos: Q1452584